# Epichirostenotes
Epichirostenotes ("nad Chirostenotes" lub "po Chirostenotes"; nazwa nawiązuje do odkrycia skamieniałości okazu holotypowego w osadach młodszych od tych, w których odkryto holotyp Chirostenotes pergracilis) – rodzaj owiraptorozaura z rodziny Caenagnathidae żyjącego w późnej kredzie (prawdopodobnie późny kampan, ok. 72 mln lat temu) na terenach dzisiejszej Ameryki Północnej. Gatunkiem typowym jest E. curriei (nazwany na cześć paleontologa Philipa Currie), którego holotypem jest niekompletny szkielet oznaczony ROM 43250 z zachowaną lewą kością szczękową, kością czaszki prawdopodobnie będącą lewą kością podniebienną, niekompletną puszką mózgową, trzema kręgami szyjnymi, dwoma grzbietowymi i pięcioma ogonowymi, synsakrum składającym się z sześciu kręgów, jednym żebrem i dwoma żebrami szyjnymi, kawałkami obu kości biodrowych, obiema kośćmi łonowymi, prawą kością kulszową, niekompletnym końcem dalszym prawej kości piszczelowej oraz innymi, zniszczonymi i niemożliwymi do identyfikacji kośćmi.
ROM 43250 odkryto w 1923 w toku wykopalisk prowadzonych pod kierownictwem Gustava Lindblada w osadach formacji Horseshoe Canyon w kanadyjskiej prowincji Alberta na terenach, na których później powstał Prowincjalny Park Dinozaurów. Jego kości pierwotnie uznano za należące do ornitomimozaura z rodziny Ornithomimidae; dopiero w 1997 r. zostały one opisane przez Hansa–Dietera Suesa, który wykazał, że w rzeczywistości należą one do owiraptorozaura. Autor ten uznał, że należą one do przedstawiciela gatunku Chirostenotes pergracilis; wprawdzie porównania ROM 43250 bezpośrednio z holotypem tego gatunku były niemożliwe (holotyp C. pergracilis, CMN 2367, to jedynie kości dłoni, które nie zachowały się u ROM 43250), ale możliwe były porównania z okazem TMP 79.20.1, u którego zachowały się zarówno niektóre kości dłoni, jak i niektóre kości zachowane w szkielecie ROM 43250, w tym kość kulszowa. Niektóre z kości zachowanych w szkielecie ROM 43250 nie zachowały się w szkielecie żadnego innego znanego przedstawiciela gatunku C. pergracilis; jeśli zatem okaz ów istotnie należał do tego gatunku to jego odkrycie znacząco poszerzałoby wiedzę paleontologów na temat Chirostenotes. Sues stwierdził też, że informacje uzyskane dzięki badaniom nad ROM 43250 pomogły potwierdzić przynależność Caenagnathidae do owiraptorozaurów.
Przynależność ROM 43250 do gatunku C. pergracilis zakwestionowali Sullivan, Jasinski i van Tomme (2011). Autorzy ci zwrócili uwagę, że ROM 43250 odkryto w osadach młodszych o kilka milionów lat od tych, w których odkryto CMN 2367 (odkryty w osadach mających do 76,5 mln lat); ponadto ich zdaniem nie można potwierdzić przynależności ROM 43250 do C. pergracilis w oparciu o porównania budowy zachowanych kości. Porównania bezpośrednio z CMN 2367 są niemożliwe (patrz wyżej), a w wypadku okazu TMP 79.20.1 autorzy nie byli pewni, czy można go zaliczyć do C. pergracilis; zwrócili uwagę, że w budowie kości pazurowych i paliczków CMN 2367 i TMP 79.20.1 występują pewne różnice, choć nie przesądzali, czy wystarczają do przeniesienia TMP 79.20.1 do odrębnego gatunku. Niezależnie od tego w budowie kości kulszowych TMP 79.20.1 i ROM 43250 obok wskazanych przez Suesa (1997) podobieństw występują istotne różnice, które zdaniem Sullivana i współpracowników uzasadniają uznanie tych dwóch okazów za należące do innych gatunków. Kość kulszowa ROM 43250 jest o 20–30% większa od kości kulszowej TMP 79.20.1; kość kulszowa u TMP 79.20.1 jest krótsza niż u ROM 43250; inaczej niż u ROM 43250 kość ta u TMP 79.20.1 zwęża się za wyrostkiem zasłonowym (ang. obturator process); u ROM 43250 wyrostek zasłonowy jest duży i ma trójkątny kształt; wreszcie u ROM 43250 na przedzie proksymalnej (górnej) części kości kulszowej znajdował się duży występ przypominający kształtem hak – którego nie było na kości kulszowej TMP 79.20.1. W oparciu o te różnice oraz o fakt, że oba okazy dzieliło kilka milionów lat (TMP 79.20.1 odkryto w osadach sprzed ok. 75,3 mln lat) Sullivan i współpracownicy uznają, że ROM 43250 należał do innego gatunku niż TMP 79.20.1 i tym samym prawdopodobnie do innego gatunku niż C. pergracilis; autorzy ustanowili go holotypem nowego gatunku nazwanego przez nich Epichirostenotes curriei.